# Кент Карлссон (тенісист)
Кент Карлссон (швед. Kent Carlsson; нар. 3 січня 1968) — колишній шведський тенісист.
Найвищу одиночну позицію світового рейтингу — 6 місце досяг 19 вересня 1988, парну — 383 місце — 13 липня 1987 року.
Здобув 9 одиночних титулів.
Найвищим досягненням на турнірах Великого шолома було 4 коло в одиночному розряді.
Завершив кар'єру 1990 року.

## Фінали за кар'єру

### Одиночний розряд: 17 (9–8)
| Легенда (одиночний розряд) |
| Великий шлем (0–0)         |
| Tennis Masters Cup (0–0)   |
| Серія Мастерс ATP (1–0)    |
| Серія турнірів ATP (3–0)   |
| Тур ATP (5–8)              |

| Результат | W-L | Дата     | Турнір                | Покриття | Суперник              | Рахунок                 |
| --------- | --- | -------- | --------------------- | -------- | --------------------- | ----------------------- |
| Поразка   | 0–1 | Лип 1985 | Hilversum, Нідерланди | Ґрунт    | Ріккі Остертун        | 6–4, 6–4, 2–6, 4–6, 3–6 |
| Перемога  | 1–1 | Кві 1986 | Барі, Італія          | Ґрунт    | Орасіо де ла Пенья    | 7–5, 6–7, 7–5           |
| Поразка   | 1–2 | Кві 1986 | Мадрид, Іспанія       | Ґрунт    | Йоакім Нюстром        | 1–6, 1–6                |
| Поразка   | 1–3 | Лип 1986 | Бордо, Франція        | Ґрунт    | Паоло Кане            | 4–6, 6–1, 5–7           |
| Перемога  | 2–3 | Вер 1986 | Барселона, Іспанія    | Ґрунт    | Андреас Маурер        | 6–2, 6–2, 6–0           |
| Перемога  | 3–3 | Кві 1987 | Ніцца, Франція        | Ґрунт    | Еміліо Санчес Вікаріо | 7–6(9–7), 6–3           |
| Перемога  | 4–3 | Чер 1987 | Болонья, Італія       | Ґрунт    | Еміліо Санчес Вікаріо | 6–2, 6–1                |
| Поразка   | 4–4 | Лип 1987 | Бостон, U.S.          | Ґрунт    | Матс Віландер         | 6–7(5–7), 1–6           |
| Поразка   | 4–5 | Лип 1987 | Індіанаполіс, U.S.    | Ґрунт    | Матс Віландер         | 5–7, 3–6                |
| Перемога  | 5–5 | Кві 1988 | Мадрид, Іспанія       | Ґрунт    | Фернандо Луна         | 6–2, 6–1                |
| Перемога  | 6–5 | Кві 1988 | Гамбург, Німеччина    | Ґрунт    | Анрі Леконт           | 6–2, 6–1, 6–4           |
| Перемога  | 7–5 | Сер 1988 | Кіцбюель, Австрія     | Ґрунт    | Еміліо Санчес Вікаріо | 6–1, 6–1, 4–6, 4–6, 6–3 |
| Перемога  | 8–5 | Сер 1988 | Saint-Vincent, Італія | Ґрунт    | Тьєррі Шампйон        | 6–0, 6–2                |
| Перемога  | 9–5 | Вер 1988 | Барселона, Іспанія    | Ґрунт    | Томас Мустер          | 6–3, 6–3, 3–6, 6–1      |
| Поразка   | 9–6 | Вер 1988 | Женева, Швейцарія     | Ґрунт    | Мар'ян Вайда          | 4–6, 4–6                |
| Поразка   | 9–7 | Вер 1988 | Палермо, Італія       | Ґрунт    | Матс Віландер         | 1–6, 6–3, 4–6           |
| Поразка   | 9–8 | Кві 1989 | Афіни, Греція         | Ґрунт    | Роналд Ейдженор       | 3–6, 4–6                |